# Josep Maria Prous i Vila
Josep Maria Prous i Vila (Reus, 12 d'agost de 1899 - Perpinyà, 1978) fou un escriptor català. Va ser un poeta, literat i intel·lectual republicà catalanista. Autodidacte i d'orígens menestrals, Prous va formar part de la generació que va fer possible la ruptura democràtica del 14 d'abril de 1931 i que va enfortir els fonaments de la Catalunya republicana.
Després de la Guerra Civil espanyola es va haver d'exiliar a Perpinyà on va morir l'any 1978. Les seves principals obres són Infantaments i Quatre gotes de sang. Dietari d'un català al Marroc. El Centre de Lectura de Reus va reeditar-les el 2003 i està recollint les seves obres de joventut per fer-ne un recull. Va morir el 1978. Poc després el primer ajuntament elegit democràticament a Reus, va canviar el nom del carrer Alférez Provisional i li va donar el nom del poeta.
L'any 2005, Joan Navais va publicar l'obra Josep Maria Prous i Vila. Poemes d'amor i de guerra. Volum I: 1899-1931 dins les Edicions del Centre de Lectura de Reus, un volum que comprèn la trajectòria humana, literària i ideològica del poeta fins a l'abril de 1931.

## Biografia

### La joventut al Rif
La vida de Prous no va ser gens planera. L'estiu de 1921, l'exèrcit espanyol el va dur, a contracor, a combatre a les muntanyes i a les valls desèrtiques del Rif, en un dels conflictes colonials més sagnants de la història.
La guerra colonial del Rif i l'estada de divuit mesos en terres nord-africanes van marcar el salt definitiu en el decantament ideològic de Prous, i de molts joves catalans, cap a actituds rupturistes. A l'Àfrica, Prous no va caure en el parany de l'espiral militarista, xenòfob i espanyolista que imperava a l'exèrcit colonial. Ben al contrari. El jove poeta va identificar la causa rifenya amb la catalana, seguint la lògica que l'enemic -els rebels rifenys- del seu enemic -l'Estat espanyol i la monarquia d'Alfons XIII- era el seu amic. Més enllà, la convivència amb desenes de soldats provinents dels diferents territoris de la península, li va permetre conèixer la realitat ben penosa de les classes populars de Galícia o Andalusia, i la rica pluralitat lingüística, cultural i nacional de l'estat tot i la política homogeneïtzadora del nacionalisme espanyol. D'aquesta manera, Prous va configurar una vaga noció d'Ibèria: una confederació/federació de nacions i regions peninsulars per mitjà de l'exercici del dret a l'autodeterminació -en especial, de Catalunya- que incloïa el dret a la independència, per negociar després en igualtat de condicions, enfront de la idea i el projecte predominants d'Espanya en què Castella havia esdevingut la peça principal en l'articulació de l'estat nació en perjudici de Galícia, del País Basc i dels Països Catalans. El 1924, quan la dictadura de Primo de Rivera, va ser empresonat per haver penjat una estelada als arbres de la plaça del Rei, a Reus, prop d'una caserna militar.

### L'esclat a Barcelona
El 1926, l'ensopiment i la fredor de Reus el van empènyer a traslladar-se a Barcelona per obrir-se camí en el món de les lletres catalanes i allunyar-se de l'ofec literari i professional.
L'obra i les iniciatives culturals de Prous ompliran aleshores algunes de les planes més interessants de la literatura catalana del primer terç del segle XX: el full avantguardista La Columna de Foc (1918), emparentat amb la famosa publicació futurista de Joan Salvat-Papasseit, Un enemic del Poble, Llaç: revista, publicació dels joves noucentistes reusencs, Boira: fulla de pan-tarragonisme (1922), i la revista satírica i futurista Reus 1973 (1923), les tres publicacions junt amb Salvador Torrell, el llibre de poemes Infantaments -plenament noucentista-, el Breviari de Fleury al diari Reus, o més endavant, l'obra Quatre gotes de sang: dietari d'un català al Marroc (1936), que recull les seves vivències a la Guerra del Rif.
Així mateix, Prous va esforçar-se per fomentar l'intercanvi i la connexió, recíproques, entre el centre intel·lectual del país -Barcelona- i la perifèria -les comarques- a fi d'articular la desitjada Catalunya-Ciutat i normalitzar la cultura catalana. Per això, a Reus, va fer d'enllaç amb els escriptors de fora per afavorir-ne la coneixença i els intercanvis. I a Barcelona, divulgà la realitat social i cultural del Camp de Tarragona.

### Un catalanista de base
Amb tot, l'interès per Prous no és merament literari. Més enllà de ser un dels literats més destacats i singulars que han donat les lletres reusenques, Prous va fer de la poesia i la literatura, una eina més per transformar la realitat. En aquest sentit, els poemes i els abrandats cants a la llibertat de Catalunya del poeta reusenc il·lustren l'exaltació del sentiment aliadòfil i l'esperança en l'alliberament dels pobles oprimits, en acabar la Primera Guerra Mundial (1914-1918), o l'espiral de radicalització catalanista a l'ombra de l'idealitzat exemple irlandès i la puixança, si més no verbal, dels plantejaments independentistes i rupturistes en el si del catalanisme més radical dels anys 1920.
.Des de la seva militància, heterodoxa, a la Joventut Nacionalista de la Lliga Regionalista en plena efervescència catalanista, a l'apropament orgànic a l'esquerra catalanista de Reus i polític a l'independentisme revolucionari d'Estat Català, passant per un breu festeig amb Acció Catalana. Tot plegat acompanyat per un component social, esquerrà i republicà cada cop més fort.
En resum, l'ideari de Prous, un militant catalanista radical de base, és un exponent de doble nacionalitat -una de real, la catalana, i una de fictícia i per construir, la ibèrica-, i de l'independentisme d'aquells anys -més l'expressió del desig d'una Catalunya lliure per pactar en igualtat de condicions una federació/confederació ibèrica que un projecte polític secessionista ben explícit i definit-.

### Exili i mort
L'esclat de la Guerra Civil (1936-1939) va determinar el futur del poeta. Quan els franquistes ja havien començat la dura ofensiva contra Catalunya, Prous va haver d'exiliar-se i s'instal·là a Perpinyà, on moriria l'any 1978.

## Obres
Obres presentades als Jocs Florals de Barcelona
- La glosa de El Mariner, 1924
- Poema de Tempesta, 1924
- Diàleg del Caminant i l'hostalera, 1924
- Poema d'Amor, 1924
- Oda a l'Eternitat, 1924
- Tres cançons, 1924
- A Barcelona, 1930
- La casa pairal, 1934
- Rosa d'abril, 1934
- Sonet ciutadà, 1934

Obres publicades
- Infantaments (Barcelona, 1923)
- La Lluna dins el llac: cançons i poemes (Reus, 1924)
- Nopals: elegies de guerra (Badalona, 1931)
- Quatre gotes de sang: dietari d'un català al Marroc (Barcelona, 1936)
- Poemes de la revolució (Barcelona, 1937)
- Recull poètic: Infantaments, La lluna dins el llac, Nopals, Obra dispersa (Barcelona, 1981)